# Leichtathletik-Europameisterschaften 2006/5000 m der Frauen

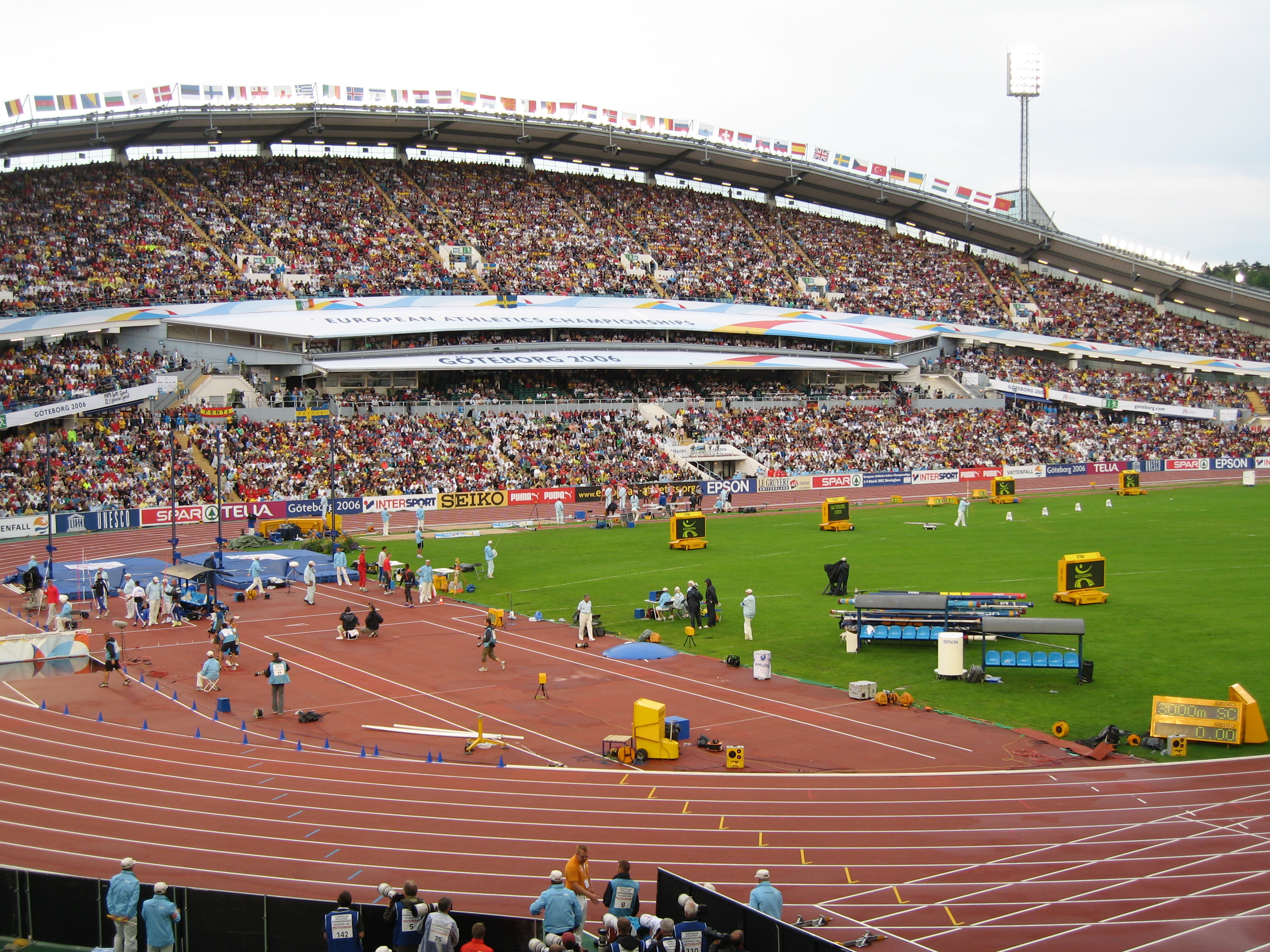
Das Ullevi-Stadion in Göteborg während der Europameisterschaften 2006

Der 5000-Meter-Lauf der Frauen bei den Leichtathletik-Europameisterschaften 2006 wurde am 12. August 2006 im Ullevi-Stadion der schwedischen Stadt Göteborg ausgetragen.
Europameisterin wurde die spanische Titelverteidigerin und Vizeweltmeisterin von 2003 Marta Domínguez. Auf den zweiten Platz kam die Russin Lilija Schobuchowa. Bronze ging an die für die Türkei startende Elvan Abeylegesse.

## Rekorde

### Bestehende Rekorde
| Weltrekord           | 14:24,53 min | Meseret Defar     | New York City, USA  | 3. Juni 2006    |
| Europarekord         | 14:24,68 min | Elvan Abeylegesse | Bergen, Norwegen    | 11. Juni 2004   |
| Meisterschaftsrekord | 15:06,50 min | Sonia O’Sullivan  | EM Budapest, Ungarn | 23. August 1998 |

### Rekordverbesserung
Die spanische Europameisterin Marta Domínguez verbesserte den bestehenden EM-Rekord am 12. August um 10,32 Sekunden auf 14:56,18 min. Zum Europarekord fehlten ihr 31,50 s, zum Weltrekord 31,65 s.

## Durchführung
Bei einem Teilnehmerfeld von fünfzehn Läuferinnen wurde auf eine Vorrunde verzichtet, alle Athletinnen gingen in ein gemeinsames Finale.

## Legende
Kurze Übersicht zur Bedeutung der Symbolik – so üblicherweise auch in sonstigen Veröffentlichungen verwendet:
| CR  | Championshiprekord                       |
| DNF | Wettkampf nicht beendet (did not finish) |

## Resultat
12. August 2006, 17:15 Uhr
| Platz | Name                   | Nation         | Zeit (min)  |
| ----- | ---------------------- | -------------- | ----------- |
| 1     | Marta Domínguez        | Spanien        | 14:56,18 CR |
| 2     | Lilija Schobuchowa     | Russland       | 14:56,57    |
| 3     | Elvan Abeylegesse      | Türkei         | 14:59,29    |
| 4     | Joanne Pavey           | Großbritannien | 15:01,41    |
| 5     | Wolha Krauzowa         | Belarus        | 15:06,47    |
| 6     | Sabrina Mockenhaupt    | Deutschland    | 15:11,38    |
| 7     | Susanne Wigene         | Norwegen       | 15:11,79    |
| 8     | Krisztina Papp         | Ungarn         | 15:16,85    |
| 9     | María Protópappa       | Griechenland   | 15:22,13    |
| 10    | Regina Rakhimkulova    | Russland       | 15:22,50    |
| 11    | Nathalie De Vos        | Belgien        | 15:22,68    |
| 12    | Mary Cullen            | Irland         | 15:25,80    |
| 13    | Nastassja Starawojtawa | Belarus        | 15:55,74    |
| DNF   | Marie Davenport        | Irland         |             |
| DNF   | Bouchra Ghezielle      | Frankreich     |             |

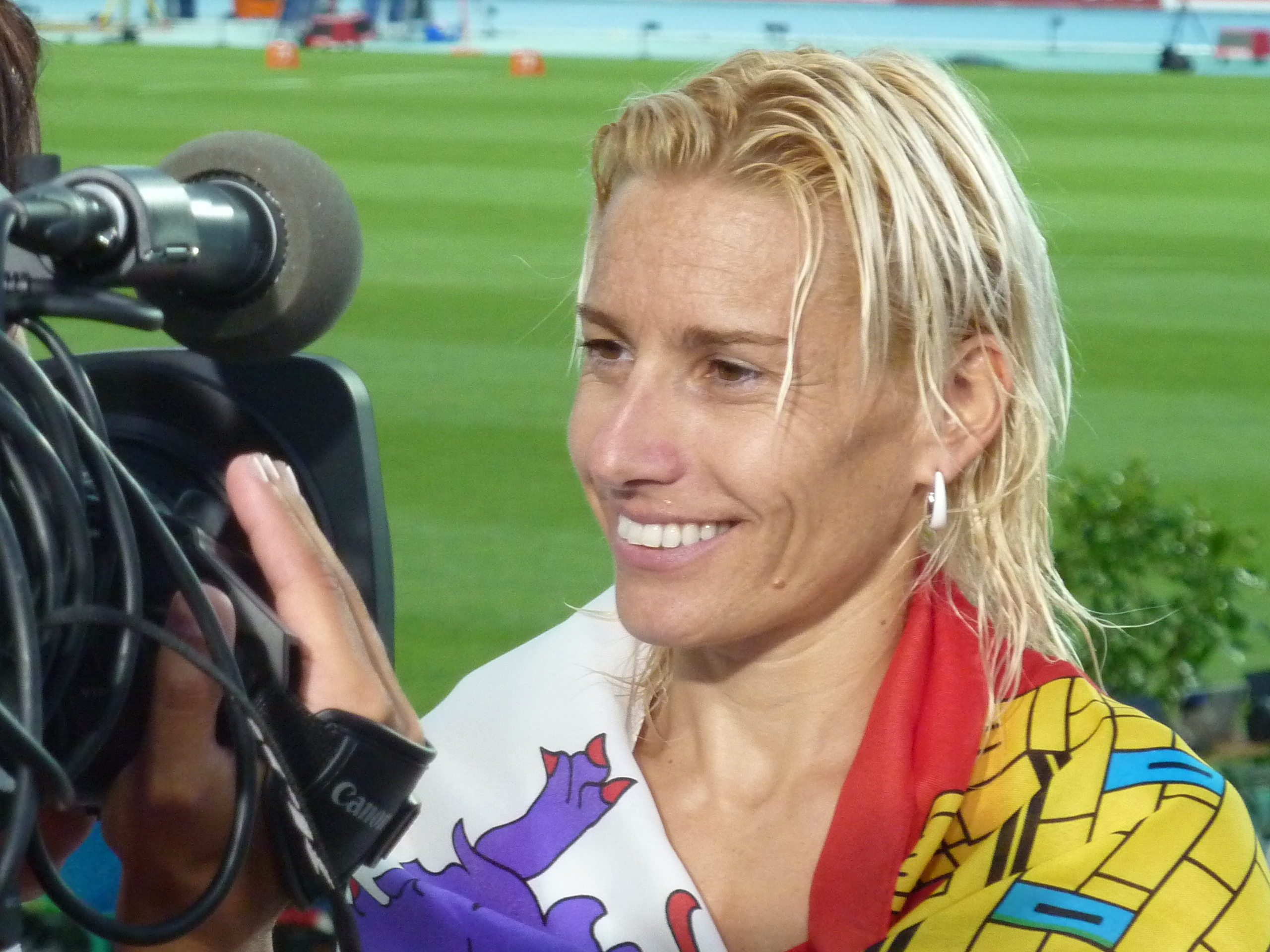
Die Titelverteidigerin und Vizeweltmeisterin von 2003 Marta Domínguez war am Schluss klar vorne – später gab es für sie eine Dopingsperre, Resultate zwischen dem 5. August 2009 und 4. Januar 2013 wurden aberkannt
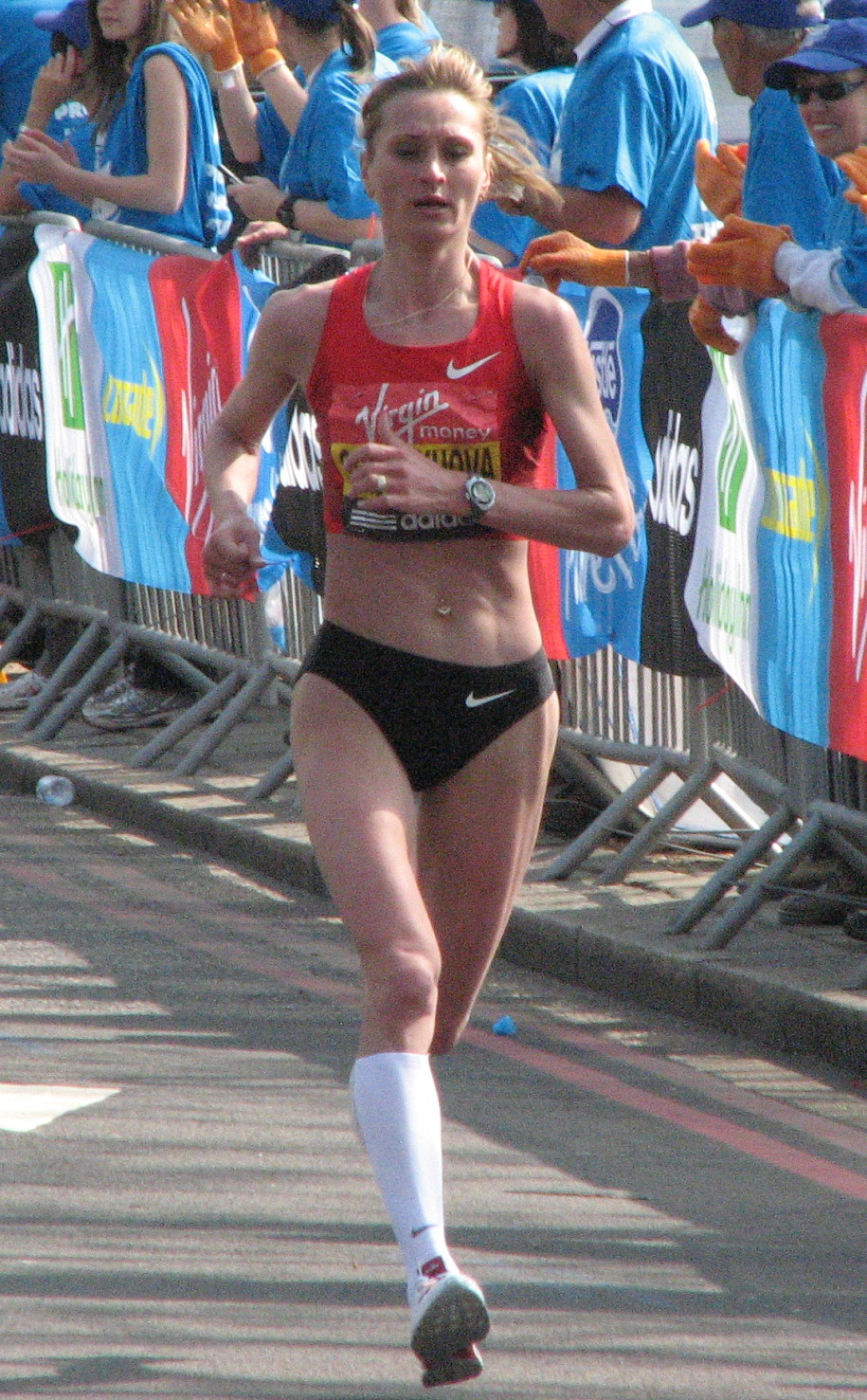
Vizeeuropameisterin Lilija Schobuchowa
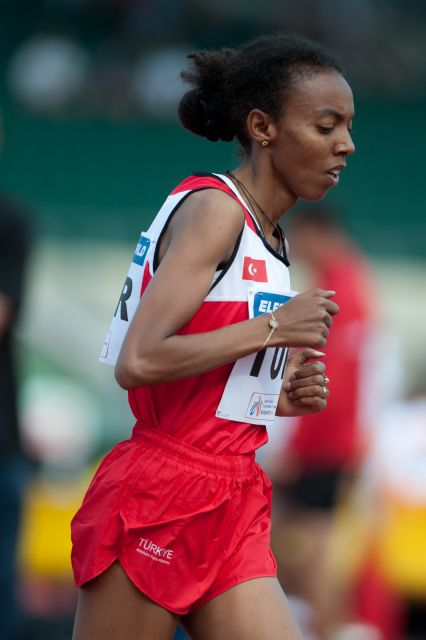
Bronzemedaille für die in Äthiopien geborene und nun für die Türkei startende Elvan Abeylegesse

Von den acht Erstplatzierten hatten vier Läuferinnen fünf Tage zuvor bereits am 10.000-Meter-Lauf teilgenommen. Die Siegerin Marta Domínguez konnte ihren Titel von 2002 erfolgreich verteidigen. Die gebürtige Äthiopierin Elvan Abeylegesse hatte im 10.000-Meter-Lauf entkräftet aufgegeben, konnte sich aber hinreichend erholen, um die erste Medaille für die Türkei bei diesen Europameisterschaften zu gewinnen. Die Britin Jo Pavey hatte für die entscheidende Tempoverschärfung gesorgt, konnte aber als Vierte selber nicht in die Medaillenränge laufen.

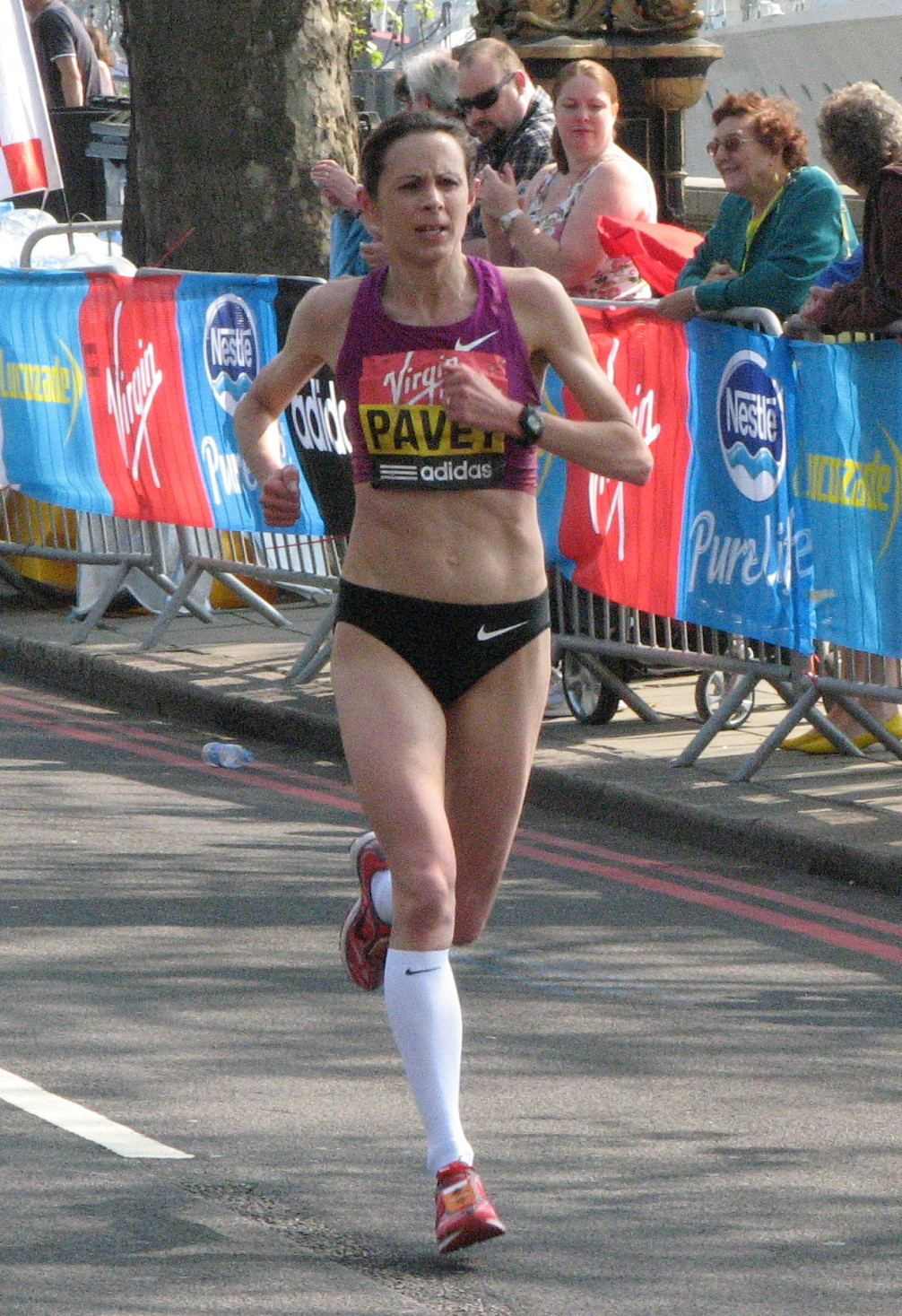
Joanne Pavey erreichte nach ihrer Tempoverschärfung am Ende Platz vier
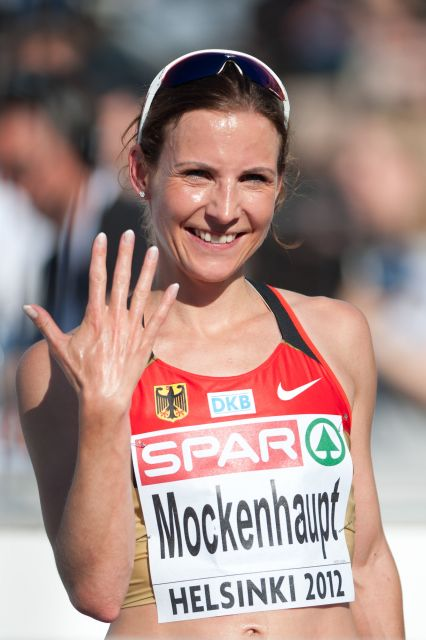
Die sechstplatzierte Sabrina Mockenhaupt, fünf Tage zuvor Achte über 10.000 Meter
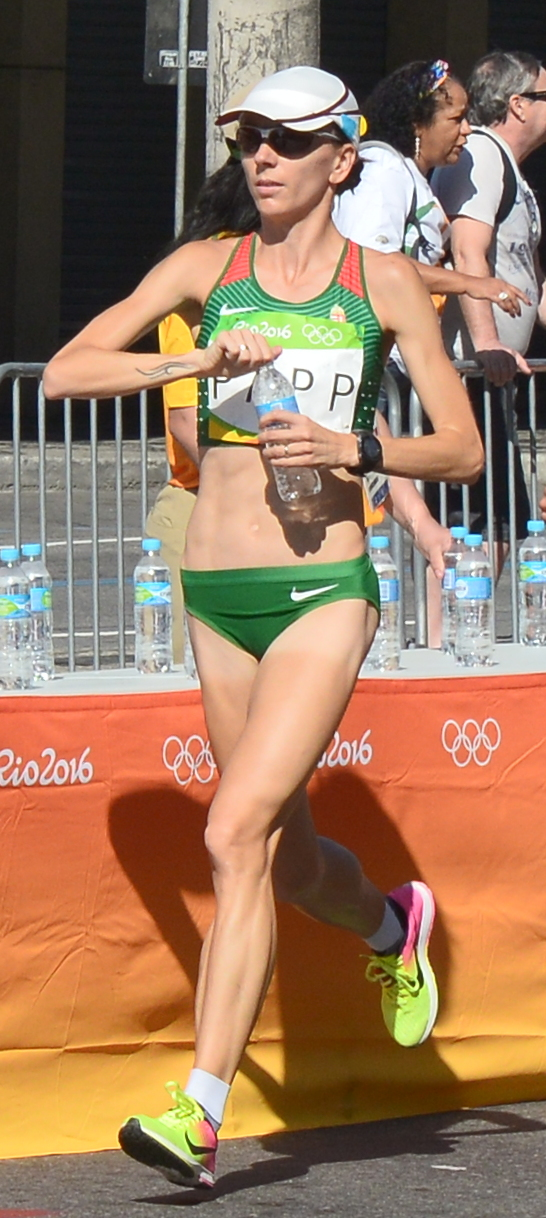
Krisztina Papp kam auf den achten Platz
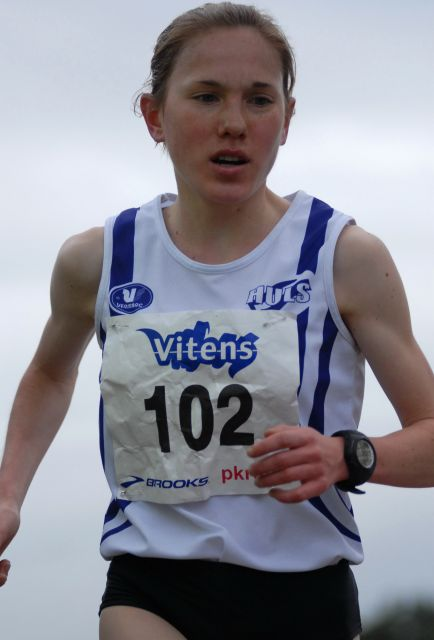
Nathalie De Vos belegte Rang elf
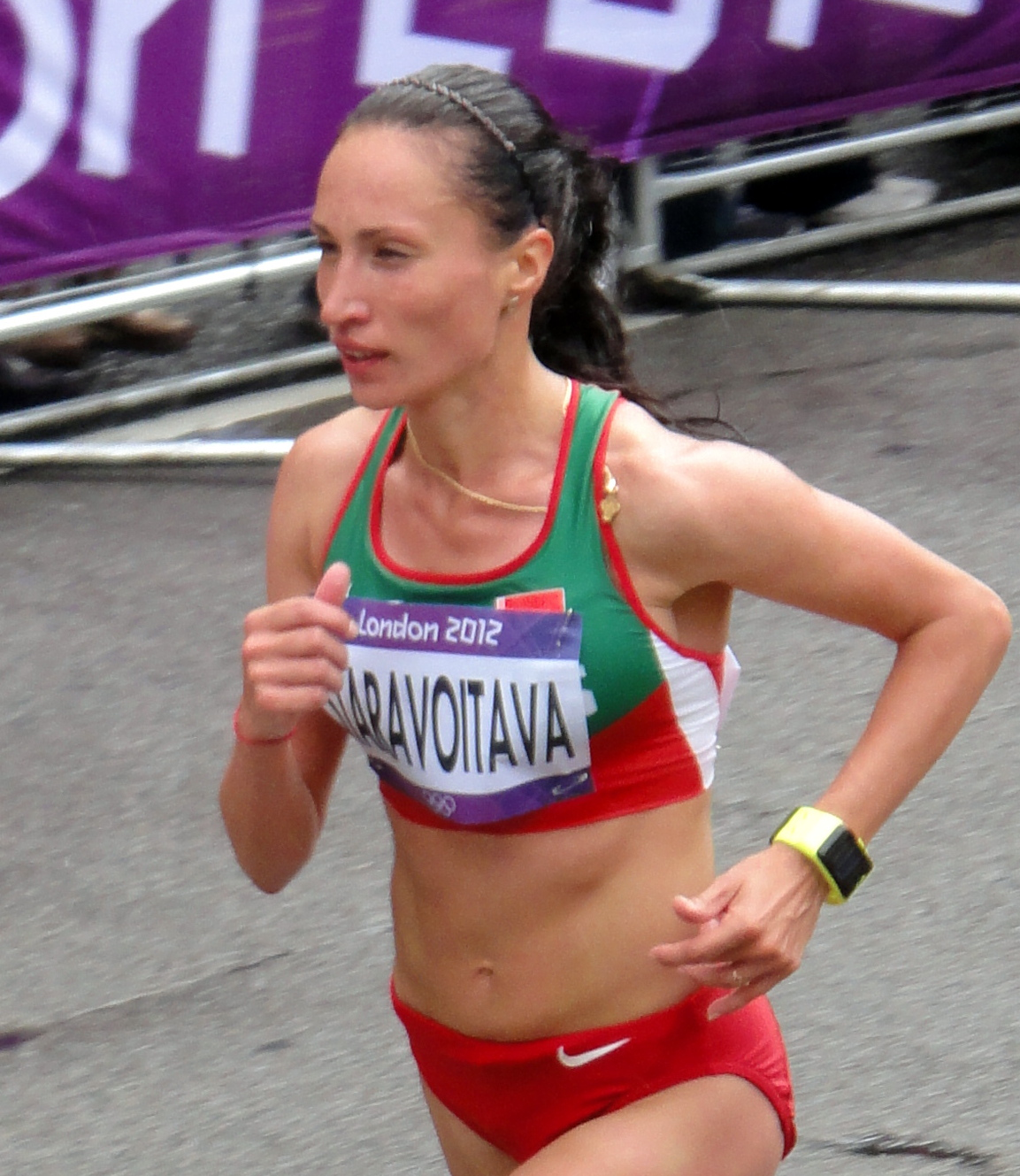
Nastassja Starawojtawa wurde Dreizehnte

## Videolink
- MARTA DOMINGUEZ, CAMPEONA DE EUROPA DE 5000 METROS. GOTEMBURGO, youtube.com, abgerufen am 29. Januar 2023